# Alessandro Rizzoli
Alessandro Rizzoli Dallaserra (Santiago, Chile, 1 de abril de 2000) es un futbolista profesional chileno. Juega como delantero o centrocampista.

## Carrera
Enseñanza básica y media rendida en el colegio The International School La Serena. Formado en Club Universidad de Chile. Se encuentra a préstamo en La Serena desde 2019.

## Estadísticas
| Club                       | Div.             | Temporada        | Liga  | Liga  | Copas nacionales | Copas nacionales | Torneos internacionales | Torneos internacionales | Total | Total |
| Club                       | Div.             | Temporada        | Part. | Goles | Part.            | Goles            | Part.                   | Goles                   | Part. | Goles |
| -------------------------- | ---------------- | ---------------- | ----- | ----- | ---------------- | ---------------- | ----------------------- | ----------------------- | ----- | ----- |
| Deportes La Serena · Chile | 2.ª              | 2019             | 3     | 1     | —                | —                | —                       | —                       | 3     | 1     |
| Deportes La Serena · Chile | 1.ª              | 2020             | 1     | 0     | —                | —                | —                       | —                       | 1     | 0     |
| Deportes La Serena · Chile | Total club       | Total club       | 4     | 1     | 0                | 0                | 0                       | 0                       | 4     | 1     |
| Total en carrera           | Total en carrera | Total en carrera | 4     | 1     | 0                | 0                | 0                       | 0                       | 4     | 1     |
| 1. 2.                      |                  |                  |       |       |                  |                  |                         |                         |       |       |